# Toneelacademie Maastricht
Die Toneelacademie Maastricht, auch Toneelschool Maastricht, ist eine Schauspielschule im Zentrum der niederländischen Stadt Maastricht. Diese Bildungseinrichtung wurde 1950 gegründet und hat seitdem eine große Anzahl namhafter Schauspieler, Performancekünstler, Theatermacher und Bühnenbildner hervorgebracht. Seit 2001 ist die Akademie ein Teil der Zuyd Hogeschool.

## Geschichte

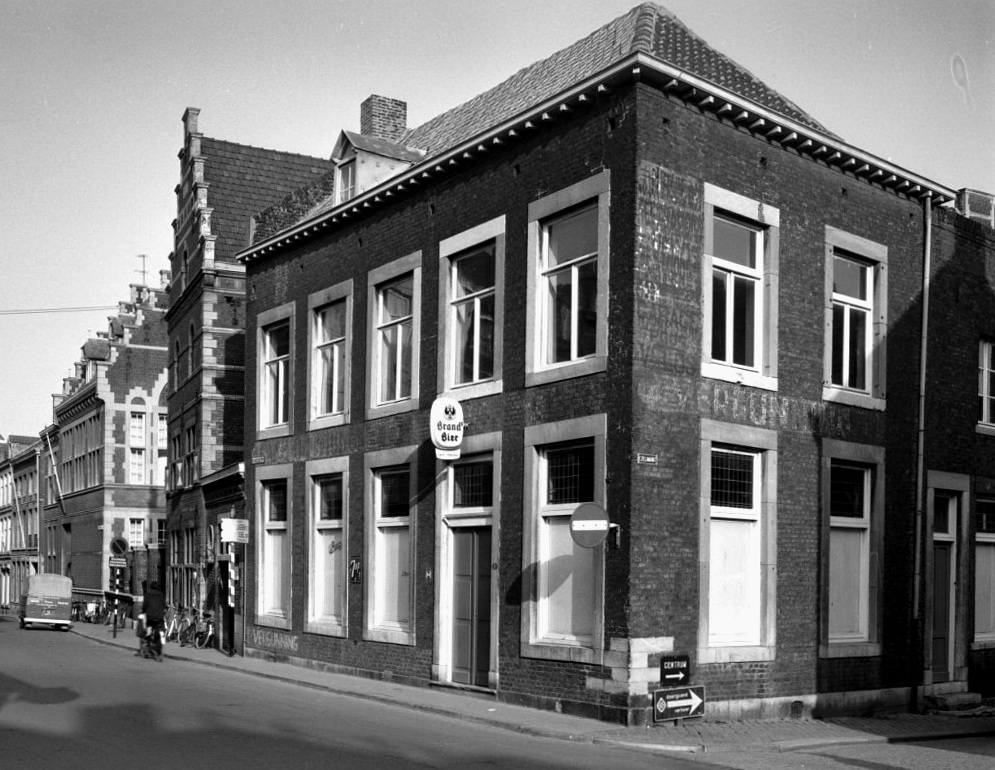
Die Toneelacademie (links) 1962. Das Café Tribunal an der Ecke des Ezelmarkt war ein beliebter Studententreffpunkt

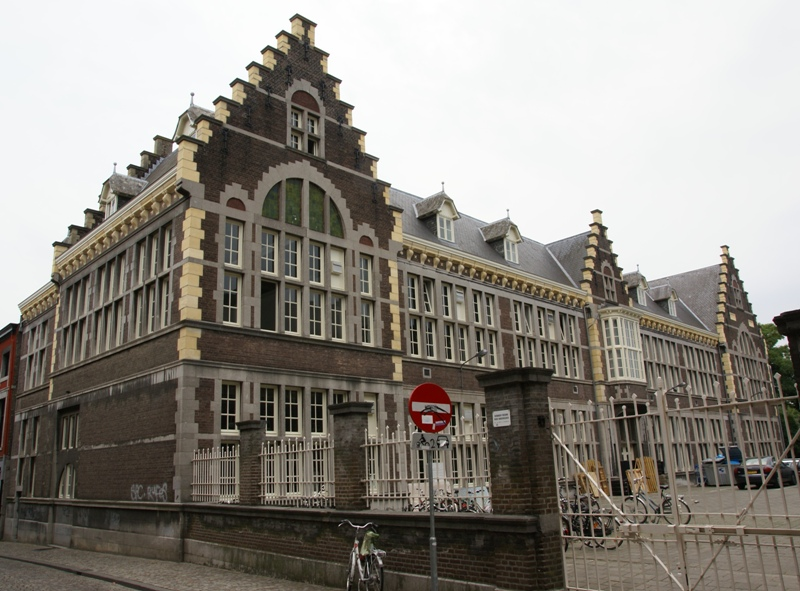
Toneelacademie, Ostflügel

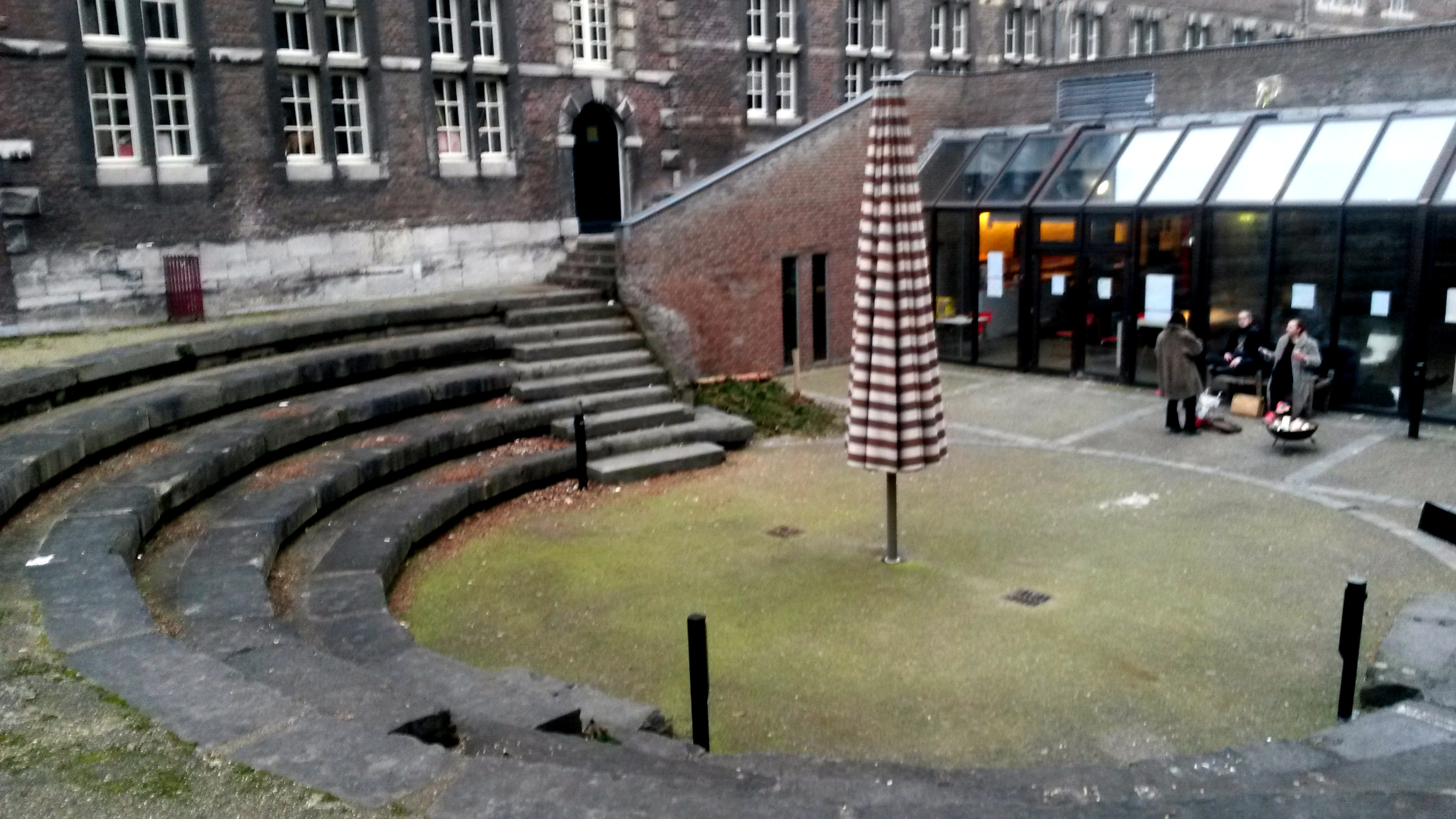
Freilufttheater an der Jeker

Die Toneelacademie Maastricht wurde 1950 auf Initiative des Schriftstellers und Politikers Bernard Verhoeven mit Unterstützung der Gemeinde Maastricht gegründet. Verhoeven war 1949 zum Leiter der Jan van Eyck Academie berufen geworden und wünschte sich dazu eine Theatersektion. Die Ausbildung war anfänglich als katholisches Pendant zur Toneelschool Amsterdam gedacht. Weitere Gründer waren der theateraffine Pastor Linssen, der im Zweiten Weltkrieg in Limburg untergetauchte Schauspieler Albert van Dalsum und der flämische Schauspieler und Regisseur Joris Diels. Bernard Verhoeven wurde auch der erste Direktor. Dozenten der ersten Stunde waren unter anderen Joris Diels und der seinerzeit bekannte Hörspielregisseur Willem Tollenaar.
Auf Verhoeven, der bis 1960 im Amt blieb, folgten Willem Tollenaar (1961–1970), Nico de Vrede (1970–1978), Jacques Giesen (1979–1987), Maria Rutgers (1988–1992), Leo Swinkels (1992–2013) und Ann Olaerts (2013–2014). Der heutige Leiter ist Rob Ligthert.(Stand 02/2023)
Seit 1986 ist mit der Theaterschule das Jekerstudio – European Centre for Performing Arts verbunden, ein Ort an den junge europäische Theatertalente ihre internationale Berufspraxis reflektieren und vertiefen können. Dies geschieht durch die Organisation von Meisterkursen, Workshops, Fachkonferenzen und Festivals, darunter die „European Opera Academy“.
In 2016 wurde die Platform European Theatre Academies (PLETA) ins Leben gerufen, eine internationale Plattform in der acht Schauspielschulen aus acht verschiedenen europäischen Ländern zusammen arbeiten und sich austauschen. Aus der Maastricht Drama Academy sind mehrere Lektorate (Forschungsbereiche) hervorgegangen: der Lehrauftrag „Autonomie und Öffentlichkeit in der Kunst“, der zur Stärkung der Kunstausbildung und -praxis beitragen soll, und „Technology Driven Art“, der innerhalb der Kunstprogramme der Zuyd University of Applied Sciences den Einfluss neuer technologischer Entwicklungen auf künstlerische Prozesse untersucht.

## Das Gebäude
Die Toneelacademie Maastricht befindet sich in einem Gebäudekomplex an der Lenculenstraat im westlichen Bereich des Jekerkwartier, wo sich auch andere Hochschulen finden, darunter Fakultäten der Universiteit Maastricht. Dieses Viertel wird im Volksmund daher auch das Quartier Latin von Maastricht benannt. Der westliche Flügel und älteste Teil des Gebäudes ist im Baustil der Maasländische Renaissance errichtet: hier befand sich von 1695 bis 1913 das protestantische Waisenhaus und von 1914 bis 1951 ein Vorläufer des Bonnefantenmuseums. Der Ostflügel im Neorenaissancestil wurde 1913 erbaut und beherbergte zunächst eine Grundschule (ulo) für Mädchen
In den ersten 25 Jahren ihres Bestehens teilte sich die Theaterakademie die Gebäude unter anderem mit der Jan van Eyck Academie (bis 1961), dem Stedelijk Muzieklyceum, dem Conservatorium Maastricht (bis 1965), dem Groot Limburgs Toneel (1965–1975) und der Limburgse Academie van Bouwkunst (Limburger Akademie für Architektur, bis 1975).
Von 1983 bis 1985 wurde der gesamte Komplex umfassend umgestaltet und erweitert. Unter dem Platz zwischen den beiden Hauptflügeln wurden u. a. ein Theatersaal und ein Foyer gebaut. Zwischen dieser halb unterirdischen Erweiterung und dem Fluss Jeker befindet sich ein Platz mit einer kleinen Freilichtbühne.
Im Jahr 2010 gab es Überlegungen, gemeinsam mit anderen Kunstschulen in ein neues „Quartier des Arts“ im Eiffel-Gebäude an der Boschstraat umzuziehen. Die Pläne scheiterten aus verschiedenen Gründen, vor allem weil die meisten Einrichtungen an ihren Standorten im Jeker-Viertel festhielten. Anfang 2022 war die Idee erneut im Gespräch, diesmal zusammen mit dem Konservatorium, in neue Gebäude zu ziehen, möglicherweise im Bereich De Kommen, außerhalb des Stadtzentrums.

## Ausbildungen
An der Toneelacademie Maastricht können folgende Bachelor-Studiengänge belegt werden:
- Schauspiel
- Performance
- Regie (auch als Teilstudium oder als Vorpraktikum)
- Bühnenbild, Szenografie und Kostümbildner.

Daneben bietet die Akademie einen Master-Kurs in den Fachrichtungen Regie, Performance und Bühnenbild sowie eine postgraduale Weiterbildung als Dozent. 2012 startete der interdisziplinäre Ausbildung I-arts in Zusammenarbeit mit der Universiteit Maastricht, dem Conservatorium Maastricht und der Maastricht Academy of Fine Arts and Design (worin dieser Fachbereich auch untergebracht ist).

## Auswahlverfahren und Ansehen
Die Toneelacademie Maastricht genießt in den Niederlanden und Flandern einen hohen künstlerischen Ruf. Die Auswahl für das Studium ist streng. So werden in der Regel nicht mehr als zehn Studierende für den Vollzeitkurs „Schauspieler“ zugelassen.
Paul de Leeuw, Theo Maassen und Marc-Marie Huijbregts meldeten sich dereinst ebenfalls an, wurden aber abgewiesen. Auch der spätere Leiter Jacques Giesen schaffte die Aufnahme nicht. Monique van de Ven, Fred Goessens, Jeroen van Koningsbrugge und Carice van Houten verließen die Einrichtung bereits nach einem Jahr. Monique van de Ven, Greet Vissers, Willem van de Sande Bakhuyzen und Ger Thijs erhielten 2000 zumindest ein Diplom ehrenhalber.
In den mehr als 60 Jahren seines Bestehens hat die Akademie eine lange Reihe von Schauspielern, Regisseuren und Dramaturgen hervorgebracht. Unter den Schauspielern befinden sich drei zweimalige Gewinnerinnen des begehrten Theaterpreises Theo d’Or und mindestens fünf Träger des Louis d’Or. Der wichtigste inländische Filmpreis, das Goldene Kalb wird regelmäßig an Alumni der Toneelschool Maastricht vergeben. Die bekanntesten Regisseure der Schule sind Willem van de Sande Bakhuyzen, Johan Simons und Theu Boermans wohl am Bekanntesten. Als Dramaturgen sind Maria Goos, Sjoerd Pleijsier und Tamar van den Dop genannt.

## Bekannte Alumni
- Vastert van Aardenne (Schauspieler)
- Achmed Akkabi (Schauspieler)
- Marlies van Alcmaer (Schauspielerin)
- Ingeborg Ansing (Schauspielerin)
- René van Asten (Schauspieler)
- Marijke Bakker (Schauspielerin)
- Bram Bart (stemSchauspieler, Regisseur)
- Walter Bart (Schauspieler)
- Hein van Beem (Schauspieler, Voiceover)
- Alexander van Bergen (Schauspieler)
- Anne Wil Blankers (Schauspielerin)
- Peter Blok (Schauspieler)
- Jacqueline Blom (Schauspielerin)
- Emmanuel Ohene Boafo (Schauspieler)
- Theu Boermans (Schriftsteller, Regisseur, Schauspieler)
- Pierre Bokma (Schauspieler)
- Arnoud Bos (Schauspieler)
- Evelien Bosmans (Schauspielerin)
- Joes Brauers (Schauspieler)
- Elsie de Brauw (Schauspielerin)
- Thomas de Bres (Schauspieler)
- Femke-Anna Broere (Schauspielerin)
- Angelique de Bruijne (Schauspielerin, Voiceover)
- Daria Bukvić (Regisseur)
- Isis Cabolet (Schauspielerin)
- Edmond Classen (Schauspieler)
- Kiki Classen (Schauspielerin)
- Kees Coolen (Schauspieler)
- Carine Crutzen (Schauspielerin)
- Guus Dam (Schauspieler)
- Eva Damen (Schauspielerin)
- Margo Dames (Schauspielerin)
- Lien De Graeve (Schauspielerin)
- Janke Dekker (Musicaldarstellerin)
- Janne Desmet (Schauspielerin)
- Nina Deuss (Schauspielerin)
- Wine Dierickx (Schauspielerin)
- Lore Dijkman (Schauspielerin)
- Kirsten van Dissel (Schauspielerin, Moderatorin)
- Tijn Docter (Schauspieler)
- Maud Dolsma (Schauspielerin)
- Tamar van den Dop (Schauspielerin, Regisseurin und Dramaturgin)
- Ella van Drumpt (Schauspielerin)
- Jan van Eijndthoven (Schauspieler)
- Gaston van Erven (Schauspieler)
- Marisa van Eyle (Schauspielerin)
- Janna Fassaert (Schauspielerin)
- Porgy Franssen (Schauspieler, Regisseur)
- Rob Fruithof (Schauspieler, Moderator)
- Maria Goos (Schriftstellerin)
- Lien De Graeve (Schauspielerin)
- Jamie Grant (Schauspielerin)
- Aus Greidanus jr. (Schauspieler)
- Kay Greidanus (Schauspieler)
- Marije Gubbels (Regisseur, Bühnenautor)
- Jochum ten Haaf (Schauspieler)
- Marja Habraken (Schauspielerin)
- Hugo Haenen (Schauspieler)
- Boris van der Ham (Politiker)
- Sallie Harmsen (Schauspielerin)
- Loes Haverkort (Schauspielerin)
- Margreet Heemskerk (Schauspielerin)
- Rufus Hegeman (Schauspieler)
- Lotte Heijtenis (Schauspielerin)
- Brûni Heinke (Schauspielerin)
- Marcel Hensema (Schauspieler, Regisseur)
- Kim Hertogs (Schauspielerin)
- Alfred van den Heuvel (Schauspieler)
- Sylvia Hoeks (Schauspielerin, Fotomodel)
- Guus Hoes (Schauspieler)
- Hans Hoes (Schauspieler)
- Isa Hoes (Schauspielerin)
- Jef Hoogmartens (Schauspieler)
- Erik van der Horst (Schauspieler, Musiker)
- Fedja van Huêt (Schauspieler)
- Yvonne van den Hurk (Schauspielerin)
- Frédérique Huydts (Schauspielerin)
- Fabian Jansen (Schauspieler)
- Gaite Jansen (Schauspielerin)
- Matijs Jansen (Schauspieler)
- Guido Jonckers (Schauspieler, Voiceover)
- Jelle de Jong (Schauspieler)
- Katarina Justić (Schauspielerin)
- Ad van Kempen (Schauspieler)
- Marwan Chico Kenzari (Schauspieler)
- Ward Kerremans (Schauspieler)
- Hans Kesting (Schauspieler)
- Dunya Khayame (Schauspielerin)
- Melody Klaver (Schauspielerin)
- Adriënne Kleiweg (Schauspielerin)
- Bart Klever (Schauspieler, Regisseur)
- Jord Knotter (Schauspieler, Voiceover, Synchronsprecher)
- Marieke de Kruijf (Schauspielerin)
- Kristiaan Lagast (Schauspieler)
- Martijn Lakemeier (Schauspieler)
- Gijs de Lange (Schauspieler)
- Stefanie van Leersum (Schauspielerin)
- Hiske van der Linden (Schauspielerin)
- Vincent Linthorst (Schauspieler)
- Anne Martien Lousberg (Schauspielerin)
- Tibor Lukács (Schauspieler)
- Hannah van Lunteren (Schauspielerin)
- Bert Luppes (Schauspieler/Regisseur)
- Ellis van Maarseveen (Schauspielerin)
- Bo Maerten (Schauspielerin)
- Majd Mardo (Schauspieler)
- Maike Meijer (Schauspielerin, Drehbuchschreiberin)
- Nathalie Meskens (Schauspielerin, Sängerin)
- Gaby Milder (Schauspielerin, Voiceover)
- Sylvia Millecam (Schauspielerin, Moderatorin)
- Hadewych Minis (Schauspielerin, Sängerin)
- Vincent Moes (Schauspieler)
- Sofie Van Moll (Moderatorin)
- Peter Paul Muller (Schauspieler)
- Gijs Naber (Schauspieler)
- Sigrid ten Napel (Schauspielerin)
- Peter Paul Muller (Schauspieler)
- Adriaan Olree (Schauspieler)
- Niek Pancras (Schauspieler)
- Sjoerd Pleijsier (Schauspieler, Dramaturg)
- Theo Pont (Schauspieler)
- Anna Raadsveld (Schauspielerin)
- Jérôme Reehuis (Schauspieler)
- Halina Reijn (Schauspielerin)
- Maartje Remmers (Schauspielerin)
- Mike Reus (Schauspieler)
- Alice Reys (Schauspielerin)
- Loulou Rhemrev (Schauspielerin)
- Vincent Rietveld (Schauspieler)
- Elle van Rijn (Schauspielerin, Schriftstellerin)
- Nele Van Rompaey (Schauspielerin)
- Els van Rooden (Schauspielerin)
- Wim van Rooij (Schauspieler, Synchronsprecher, Regisseur)
- Josée Ruiter (Schauspielerin)
- Matthijs van de Sande Bakhuyzen (Schauspieler)
- Willem van de Sande Bakhuyzen (Regisseur)
- Ariane Schluter (Schauspielerin)
- Eric Schneider (Schauspieler, Regisseur)
- Marleen Scholten (Schauspielerin)
- Gijs Scholten van Aschat (Schauspieler)
- Reinout Scholten van Aschat (Schauspieler)
- Betty Schuurman (Schauspielerin)
- Daan Schuurmans (Schauspieler)
- Martin Schwab (Schauspieler)
- Camilla Siegertsz (Schauspielerin)
- Johan Simons (Regisseur)
- Barbara Sloesen (Schauspielerin)
- Joris Smit (Schauspieler)
- Eelco Smits (Schauspieler)
- Liz Snoijink (Schauspielerin)
- Carolien Spoor (Schauspielerin)
- Hylke van Sprundel (Schauspieler)
- Huub Stapel (Schauspieler)
- Saskia Temmink (Schauspielerin)
- Alejandra Theus (Schauspielerin)
- Joke Tjalsma (Schauspielerin)
- Janine Veeren (Schauspielerin)
- Dennis van de Ven (Schauspieler)
- Floris Visser (Opernregisseur)
- Roos Van Vlaenderen (Schauspielerin)
- Mara van Vlijmen (Schauspielerin)
- Willem Voogd (Schauspieler)
- Leon Voorberg (Schauspieler)
- Dolf de Vries (Schauspieler, Schriftsteller)
- Hymke de Vries (Schauspielerin, Regisseur)
- Nico de Vries (Musicaldarsteller)
- Peggy Vrijens (Schauspielerin)
- Donna Vrijhof (Schauspielerin, Voiceover)
- Siem Vroom (Schauspieler)
- Stijn Westenend (Schauspieler)
- Carly Wijs (Schauspielerin)
- Jeroen Willems (Schauspieler/Regisseur)
- Sophie van Winden (Schauspielerin)
- Maxime De Winne (Schauspieler, Moderator)
- Tanya Zabarylo (Schauspielerin)

## Aufsehen um sexuelle Übergriffe
Ende 2017 kam die Toneelacademie Maastricht ins mediale Gerede, hinsichtlich eines über Jahre hinweg sexuell übergriffigen Dozenten. Auch dass der betreffende Lehrer oft mit Schülern zusammen duschte, wurde als einschüchternd empfunden. Anfang 2018 ergab eine Untersuchung der Volkskrant, dass die Leitung bereits seit 2005 über diese Vorwürfen unterrichtet war. Dieser Fall wurde in den Jahren 2017 und 2018 von externen Ausschüssen untersucht. Der Lehrer wurde daraufhin von seinem Aufgaben entbunden. Zuvor wurden Verhaltensregeln aufgestellt und ein separater Duschraum für Lehrer eingerichtet. Die Toneelacademie Maastricht erarbeitete zudem in Zusammenarbeit mit anderen Theaterschulen einen nationalen Verhaltenskodex.

## Publikationen
Es wird, neben Fachpublikationen und Chroniken, vierteljährlich eine hausinterne Zeitschrift namens „ANTR’AKT“ herausgegeben, welche frei online abrufbar ist.